# Le Matin (Haití)
Le Matin es un periódico publicado en Haití e impreso en República Dominicana. Su principal competidor es el diario Le Nouvelliste.

## Historia
Fue fundado por Clément Magloire el 1 de abril de 1907 en Puerto Príncipe, y actualmente su distribución es de carácter nacional.
Luego de una ausencia de 2 años, el periódico retomó su circulación a comienzos de abril de 2004 bajo su actual administración.
Entre sus editores se encuentra el escritor y periodista haitiano Gary Victor.
Tras el terremoto del 12 de enero de 2010, el sitio web de Le Matin se ha mantenido desactualizado, por lo que sólo es posible visualizar las ediciones publicadas hasta el día del movimiento telúrico. La edición impresa del periódico pasó de ser publicada todos los días a ser un semanario impreso en República Dominicana.

## Estructura
Le Matin es un periódico generalista que posee las siguientes secciones:
- Editorial
- Actualidad
- Economía
- Sociedad
- Mundo
- Cultura
- Deporte